# Igreja de São Pedro (Chamusca)
A Igreja de São Pedro encontra-se situada no centro da vila da Chamusca, na Rua Direita de São Pedro, sendo um templo característico do barroco português do século XVII, apesar de ainda apresentar alguns elementos próprios do maneirismo.
Está classificada como Imóvel de Interesse Municipal desde 1997.

## História
O templo foi mandado erigir pelas irmãs Branca Nunes Grandia e Leonor Correia Coutinho em 1672, para que pudessem assistir aos ofícios religiosos das janelas da sua casa, situada em frente da igreja. As obras terminariam em 1681, ano em que foi inaugurada. Mais tarde, em 1691, a igreja foi legada por testamento à Santa Casa da Misericórdia da Chamusca, instituição na qual ainda hoje se mantém a sua posse, tendo as legatárias sido nela inumadas.
Em 1698, e seguindo ainda o legado das duas irmãs, iniciam-se obras de beneficiação, em que é dourado o retábulo da capela-mor, são pintados os frescos dos tectos e são aplicados os painéis laterais de azulejos. Para além disto, foi ainda pintado o quadro de Nossa Senhora do Ó, que ainda hoje figura no retábulo do altar-mor, e foi colocada a lâmpada de prata. Já em 1703, são aplicados os embutidos de mármore.
Do património que figurava no interior do templo, foram desaparecendo, ao longo do tempo, algumas peças, nomeadamente um quadro em que se representava a Descida da Cruz e duas imagens, uma do Menino Jesus e outra de Nossa Senhora da Guia. À semelhança de outras igrejas da vila, este templo foi também saqueado pelas tropas napoleónicas, durante a primeira invasão francesa, tendo-lhe sido espoliada a riquíssima lâmpada de prata.
Até 1875, esta igreja possuiu sempre um capelão, que era encarregue de organizar, todos os anos, os festejos no dia do seu patrono. O seu último capelão foi o Padre João José da Costa, tendo sido empossado ainda no ano de 1875. No entanto, de todos os capelães que esta igreja teve, há a destacar o Padre Francisco de Sousa do Prado Lacerda, entre 1853 e 1856 e entre 1869 e 1875, que mais tarde foi bispo de Angra do Heroísmo.

## Arquitectura e Arte Sacra
A fachada principal é simples, em formato rectilíneo, próprio ainda do maneirismo. Sobre o portal principal, um nicho contém uma imagem de S. Pedro em pedra, do século XVII.
O interior é composto por uma só nave, com um tecto em abóbada de berço rebaixada. No terço que cobre a capela-mor, este tecto encontra-se dividido em caixotões com pintura policromada, representando folhagens douradas. A sacristia da igreja apresenta uma cobertura curiosa, com um tecto em forma de caixotão, mas executado em cantaria. Do lado do evangelho, encontra-se um púlpito, com caixa de balaústres torsos em madeira e base em cantaria.
A capela-mor é separada da nave por um arco triunfal redondo, enquadrado por pilastras toscanas e encimado por um frontão triangular. De ambos os lados do arco, existem dois pequenos altares frontais em cantaria, assentes sobre rodapé de mármore. As paredes laterais da capela-mor são revestidas por painéis de azulejos azuis e brancos, datados do século XVIII, com medalhões representando cenas da vida do patrono, enquadrados num fundo campestre. O túmulo das fundadoras da igreja encontra-se na capela-mor.
O retábulo do altar-mor é em talha dourada de estilo nacional, datada do século XVII, e contém um quadro, da transição do século XVII para o XVIII, onde está representada Nossa Senhora do Ó. O frontal do altar-mor contém mármores embutidos.
Ainda no altar-mor, encontram-se expostas imagens de S. Pedro, do Sagrado Coração de Jesus, de Jesus Cristo Crucificado e de Nossa Senhora de Fátima. Nos pequenos altares frontais que ladeiam a capela-mor, encontram-se imagens de Nossa Senhora da Conceição e de Santa Clara, esta última executada em terracota.
De um modo geral, esta igreja apresenta semelhanças com outros pequenos templos ribatejanos, como a Capela de São José, na Azinhaga, ou a Igreja da Misericórdia de Constância.